# Rottofreno
Rottofreno – miejscowość i gmina we Włoszech, w regionie Emilia-Romania, w prowincji Piacenza.
Według danych na rok 2004 gminę zamieszkiwały 8844 osoby, 260,1 os./km².